# Caitlin Moran
Caitlin Moran (née Catherine Elizabeth Moran le 5 avril 1975) est une journaliste, personnalité de la radio anglaise et autrice pour The Times, où elle écrit trois rubriques par semaine : l'une pour le magazine samedi, une critique télévisuelle, et la rubrique satirique du vendredi « Celebrity Watch ».
Moran est la Chroniqueuse de l'Année des British Press Awards (BPA) 2010, et la Critique de l'Année ainsi que l'Intervieweuse de l'Année des BPA en 2011. En 2012, elle est nommée Chroniqueuse de l'Année par le London Press Club, et la Commentatrice Culturelle de l'Année des Comment Awards en 2013.

## Enfance et études
Moran est née à Brighton, l'aînée de huit enfants ; elle a quatre sœurs et trois frères. Son père, irlandais, est décrit par Aida Edemariam dans The Guardian, en tant qu'ancien « batteur et pionnier du rock psychédélique » qui a fini « cloué sur le canapé par l'arthrose ». La famille vit dans une maison de trois chambres prêtée par le Conseil de Wolverhampton, une expérience que Caitlin Moran décrit comme semblable aux Hunger Games.
Moran étudie à la Springdale Junior School et finit ses classes à la maison à partir de l'âge de 11 ans, après avoir fréquenté l'école secondaire pendant seulement trois semaines. Elle et ses frères et sœurs ne reçoivent aucune éducation formelle de leurs parents ; le conseil local leur permet de le faire, car ils sont « les seuls hippies de Wolverhampton ». Les enfants occupent leur temps avec des jeux simples, comme jeter de la boue dans la maison. Moran décrit son enfance comme heureuse, mais révèle avoir quitté la maison dès qu'elle a été en mesure de le faire à l'âge de 18 ans.

## Journalisme et carrière d'écrivaine
Moran est convaincue tout au long de son adolescence qu'elle deviendra écrivaine. À l'âge de 13 ans, en octobre 1988, elle remporte un concours pour jeunes lecteurs du Dillons pour un essai sur Why I Like Books et a reçoit pour 250 £ de livres. À l'âge de 15 ans, elle remporte le Prix de la Jeune Journaliste de l'Année de The Observer. Elle commence sa carrière en tant que journaliste pour le Melody Maker, pour l'article musical de la semaine, à l'âge de 16 ans. Moran écrit un roman intitulé The Chronicles of Narmo la même année, inspiré par l'école à la maison pendant son enfance.
En 1992, elle lance sa carrière à la télévision, présentant le spectacle musical de Channel 4, Naked City, qui dure deux saisons et met en vedette de nombreux groupes anglais comme Blur, Manic Street Preachers et les Boo Radleys. Johnny Vaughan co-présente avec elle.
Son éducation lui inspire la comédie dramatique télévisuelle Raised By Wolves, qui est diffusé sur Channel 4 en décembre 2013.
En juillet 2012, Moran est devenue membre de l'Université d'Aberystwyth. En avril 2014, elle est nommée comme l'une des femmes les plus influentes de Grande-Bretagne par la BBC.
Son roman semi-autobiographique, How To Build a Girl (2014), se situe à Wolverhampton au début des années 1990. Il est le premier d'une trilogie, suivi par How To Be Famous, et How To Change The World. Le premier tome de la trilogie est adapté en film en 2018,.

## Féminisme

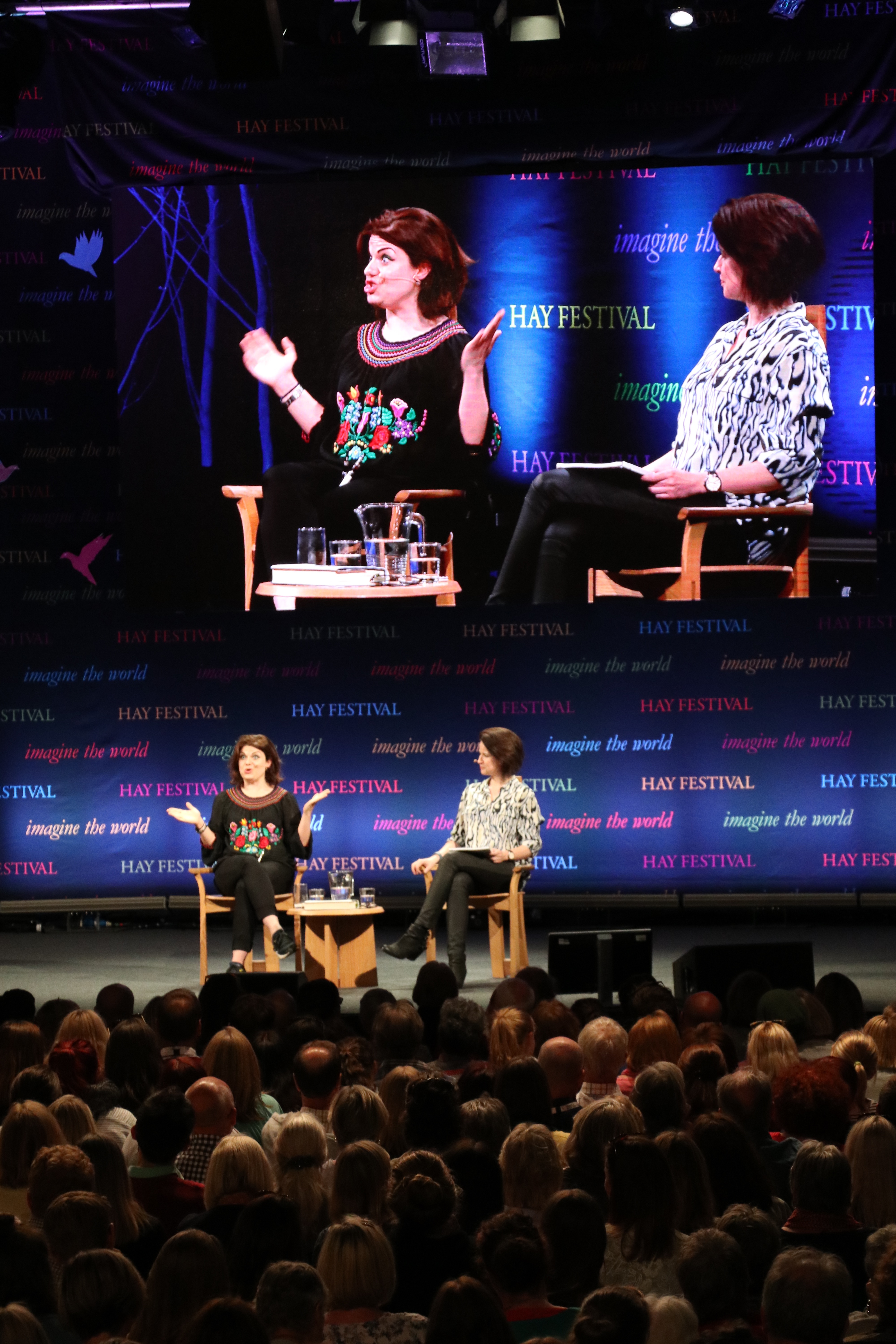
Moran au Hay Festival, 2016

En 2011, Ebury Press publié son ouvrage How to Be a Woman au Royaume-Uni. En juillet 2012, plus de 400 000 exemplaires ont été vendus dans 16 pays dont la France sous le titre Comment peut-on (encore) être une femme,.
Moran est une partisane du Women's Equality Party. Elle cite dans ses héroïnes féministes Germaine Greer et Courtney Love.
En mars 2017, dans un article qu'elle écrits pour le Penguin Books, Moran suggère que les jeunes filles ne doivent pas lire de livres écrits par des hommes, ou « au moins » jusqu'à ce qu'elles soient  « plus âgées, et entièrement formée, et prêtes au combat », désignant particulièrement les livres écrits par : « ...les Grands Mâles Blancs ; Faulkner, Chandler, Hemingway, Roth. Les canoniques. Les hommes sont brillants, intelligents, maladroits, impérieux, complexes - leurs histoires vous glissent dessus, leurs voix sont imparables. L'éblouissement et le charme sont indéniables. » Moran prétend que le fait qu'elle n'a jamais lu de livres écrit par des hommes lorsqu'elle était plus jeune l'a « peut-être » rendue plus heureuse, plus confiante sur l'écriture de la vérité, et moins apte à se rabaisser à cause de son apparence, son poids « que beaucoup, beaucoup d'autres femmes ».

## Twitter
En août 2013, elle organise un boycott de 24 heures de Twitter en signe de protestation contre l'échec apparent de traitement du contenu offensant posté sur la plateforme parfois de manière anonyme, contre des personnalités.
En 2014, son compte Twitter est ajouté à la liste des textes étudiés pour le A-level, ce qui engendre une controverse. En juin, le Reuters Institute for the Study of Journalism rapporte qu'elle est la journaliste anglaise la plus influente de Twitter.

## Vie personnelle
En décembre 1999, Moran épouse le critique de rock du Times, Pierre Paphides à  Coventry ; ils ont deux filles, nées en 2001 et 2003.

## Prix et distinctions
- 2010 : British Press Award de la chroniqueuse de l'année
- 2011 : Ultimate Writer of the Year (écrivaine ultime de l'année) par le magazine Cosmopolitan[25]
- 2011 : Prix des auditeurs aux Irish Book Awards pour Comment peut-on (encore) être une femme ?
- 2011 : British Press Award de la Critique de l'année
- 2011 : British Press Award de l'Intervieweuse de l'année
- 2011 : Galaxy National Book Award du Livre de no-fiction le plus populaire de l'année pour Comment peut-on (encore) être une femme ?
- 2011 : Galaxy National Book Awards du Livre de l'année pour Comment peut-on (encore) être une femme ?
- 2012 : Glamour Award de l'écrivaine de l'année
- 2012 : London Press Club Award de la Chroniqueuse de l'année
- 2013 : Comment Award de la Commentatrice culturelle de l'année
- 2015 : Glamour Award de la Chroniqueuse de l'année